# Họ Sả rừng
Sả trong tiếng Việt có nhiều hơn một nghĩa.
Họ Sả rừng (Coraciidae) là một họ chim của Cựu thế giới tương tự như chim sẻ. Chúng giống như quạ về kích thước và hình dáng, nhưng có quan hệ họ hàng gần gũi hơn với các nhóm chim bói cá và trảu. Chúng chia sẻ biểu hiện màu sắc bề ngoài với các nhóm này, trong đó màu nâu và xanh lam là chủ yếu.

## Tập tính
Chúng là các loài chim ăn côn trùng, thông thường bắt mồi trong không trung. Trong khi đi săn, chúng hay đậu trên các cành cây rất dễ thấy, tương tự như chim bách thanh lớn. Là loại chim của vùng có khí hậu ấm áp, chúng làm tổ trong các lỗ trên cây và đẻ từ 2-4 trứng.

## Các loài
- Chi Coracias
  - Sả châu Âu Coracias garrulus
  - Sả rừng Abyssinia Coracias abyssinica
  - Sả ngực hoa cà Coracias caudata
  - Sả đuôi vợt Coracias spatulata
  - Sả đầu hung Coracias noevius
  - Sả rừng hay sả Ấn Độ Coracias benghalensis
  - Sả Temminck Coracias temminckii
  - Sả bụng lam Coracias cyanogaster
- Chi Eurystomus
  - Sả mỏ rộng Eurystomus glaucurus
  - Sả cổ lam Eurystomus gularis
  - Sả thiên thanh Eurystomus azureus
  - Yểng quạ Eurystomus orientalis

Ở Việt Nam có 2 loài là sả rừng và yểng quạ.